# Verkiezing voor de Veiligheidsraad van de Verenigde Naties 2013
De verkiezing voor de Veiligheidsraad van de Verenigde Naties werd gehouden op 17 oktober 2013, tijdens de 68ste sessie van de Algemene vergadering van de Verenigde Naties in New York. Vijf van de tien niet-permanente zetels waren verkiesbaar voor een termijn van twee jaar die liep van 1 januari 2014 tot 1 januari 2016. De vijf permanente zetels zijn niet verkiesbaar.

## Verkiezing van de niet-permanente leden
Elk jaar kiest de Algemene Vergadering van de VN de vijf nieuwe leden voor een periode van twee jaar. De gekozen leden nemen hun zetel in vanaf 1 januari in het daaropvolgende jaar. De verkiezing begint altijd rond 16 oktober en gaat binnen elke groepering door totdat er een tweederdemeerderheid is bereikt. Landen mogen niet twee opeenvolgende termijnen deel uitmaken van de Veiligheidsraad. Van tevoren stellen landen zich kandidaat voor een zetel. Het is overigens toegestaan om op een land te stemmen dat zich niet kandidaat heeft gesteld wanneer na drie stemronden nog geen uitslag is bereikt.
Uittredende leden waren Azerbeidzjan, Guatemala, Marokko, Pakistan en Togo.
Verkiezingstabel
In de volgende tabel staat een overzicht van welke zetels er in de oneven en in de even jaren worden verkozen.
| Periode die begint in een      | oneven jaar | even jaar |
| ------------------------------ | ----------- | --------- |
| Afrika                         | 1 lid       | 2 leden * |
| Azië                           | 1 lid       | 1 lid *   |
| Latijns-Amerika en de Caraïben | 1 lid       | 1 lid     |
| West-Europa en de overigen     | 2 leden     | geen      |
| Oost-Europa                    | geen        | 1 lid     |

* De afvaardiging van het ene Arabische land wisselt telkens tussen Afrika en Azië.
Kandidaten
De volgende landen hebben zich kandidaat gesteld voor een tweejarig termijn in de Veiligheidsraad.
- Tsjaad[1][2]
- Nigeria[1][2]
- Gabon[2] — trok zich terug
- Chili[1][2][3]
- Saoedi-Arabië[1][2][4] — trog zich terug na te zijn verkozen
- Georgië[1] — trok zich op 30 april 2013 terug om diplomatieke en financiële redenen[5]
- Litouwen[1][2][6]

## Nieuwe leden
De volgende lidstaten zijn per 1 januari 2014 lid van de Veiligheidsraad: Chili, Jordanië, Litouwen, Nigeria en Tsjaad.